# Topi Raitanen
Topi Olli Vihto Raitanen (Tampere, 7 febbraio 1996) è un siepista e orientista finlandese, campione europeo dei 3000 metri siepi a Monaco di Baviera 2022.

## Biografia
In carriera ha raggiunto la finale dei 3000 metri siepi agli Europei di Berlino 2018 e ha vinto la medaglia d'oro agli Europei di Monaco di Baviera 2022.

## Palmarès
| Anno | Manifestazione   | Sede          | Evento          | Risultato | Prestazione | Note                                     |
| ---- | ---------------- | ------------- | --------------- | --------- | ----------- | ---------------------------------------- |
| 2017 | Europei U23      | Bydgoszcz     | 3000 m siepi    | 4º        | 8'40"69     |                                          |
| 2017 | Universiadi      | Taipei        | 3000 m siepi    | 4º        | 8'37"42     | Miglior prestazione personale            |
| 2018 | Europei          | Berlino       | 3000 m siepi    | 8º        | 8'40"11     |                                          |
| 2019 | Europei indoor   | Glasgow       | 3000 m piani    | Batteria  | 7'55"71     | Miglior prestazione personale            |
| 2019 | Mondiali         | Doha          | 3000 m siepi    | Batteria  | 8'32"44     |                                          |
| 2021 | Giochi olimpici  | Tokyo         | 3000 m siepi    | 8º        | 8'17"44     | Miglior prestazione personale stagionale |
| 2022 | Mondiali         | Eugene        | 3000 m siepi    | Batteria  | 8'43"01     |                                          |
| 2022 | Europei          | Monaco        | 3000 m siepi    | Oro       | 8'21"80     |                                          |
| 2022 | Europei di cross | Venaria Reale | Staffetta mista | 12ª       | 18'24"      |                                          |
| 2023 | Mondiali         | Budapest      | 3000 m siepi    | Batteria  | 8'30"69     |                                          |
| 2024 | Europei          | Roma          | 3000 m siepi    | 15°       | 8'32"37     |                                          |
| 2024 | Giochi olimpici  | Parigi        | 3000 m siepi    | Batteria  | 8'33"12     |                                          |

## Campionati nazionali
2014
- Oro ai campionati finlandesi, 5000 m piani - 15'35"97

2015
- Oro ai campionati finlandesi juniores, 3000 m siepi - 9'04"10

2017
- Oro ai campionati finlandesi, 3000 m siepi - 8'50"32

2018
- Oro ai campionati finlandesi, 3000 m siepi - 8'44"28
- Oro ai campionati finlandesi indoor, 3000 m piani - 8'16"14

2019
- Oro ai campionati finlandesi, 3000 m siepi - 8'45"92

2021
- Oro ai campionati finlandesi indoor, 3000 m piani - 8'07"38

2022
- Oro ai campionati finlandesi indoor, 3000 m piani - 7'57"46

## Altre competizioni internazionali
2020
- 6º all'Herculis ( Monaco), 3000 m siepi - 8'16"57

2021
- 8º al British Grand Prix ( Gateshead), 3000 m siepi - 8'35"82

2022
- 11º alla Doha Diamond League ( Doha), 3000 m siepi - 8'38"75